# Mirela Manjani
Mirela Manjani ili Maniani (grč. Μιρέλα Μανιάνι, Drač, Albanija, 21. prosinca 1976.) je albansko - grčka atletičarka natjecala se u disciplini bacanje koplja. Osvojila je dvije olimpijske medalje srebro i broncu. Svoju prvu olimpijsku medalju srebro osvojila je na Olimpijadi održanoj 2000. u Sydneyu dok je na Olimpijadi u Ateni 2004. osvojila brončanu medalju. Sve medalje s velikih natjecanja osvojila je za Grčku.
Mirela Manjani se natjecala za Albaniju do 1997. godine. Na Olimpijskim igrama 1996. u Atlanti nosila je albansku zastavu. Još uvijek drži albanski rekord u bacanju koplja od 62,46 metara.
Nakon udaje za grčkog dizač utega Giorgosa Tzavellasa, Manjani je primila grčko državljanstvo te je predstavljala Grčku na 
Svjetskom prvenstvu 1997. u Ateni.
Na Svjetskim prvenstvima osvojila je dva zlata u Sevilli 1999. i Parisu 2003. godine, te srebro u Edmontonu 2001.
Osvojila je još zlatnu medalju na Europskom prvenstvu u atletici u Münchenu 2002. godine. Njezin osobni rekord u bacanje od 67,51 metara je i grčki nacionalni rekord.

## Vanjski izvori
- Profil atletičarke na stranicama IAAF-a